# Balogh Károly (labdarúgó)
Balogh Károly (1939. december 22. – 2021. szeptember 20.) magyar labdarúgó, csatár, edző.

## Pályafutása
Veszprémben kezdett futballozni. A Veszprémi Vasasban szerepelt az NB III-ban. Innen igazolt a Székesfehérvári Vasasba az NB II-be. 1961 és 1964 között a Bp. Honvéd labdarúgója volt. Az élvonalban 1961. július 30-án mutatkozott be a Dorog ellen, ahol csapata 3–1-es győzelmet aratott. Tagja volt az 1963-őszi, az 1964-es ezüstérmes és kupagyőztes csapatnak. 1965 és 1969 között a Videoton csapatában szerepelt. Tagja volt az első székesfehérvári csapatnak, amely az élvonalban szerepelt. Összesen 54 élvonalbeli mérkőzésen lépett pályára és tíz gólt szerzett. 1970-ben a Veszprém játékosa lett. 1974-ben vonult vissza. Ezután a Bakony Vegyész technikai vezetője volt.

## Sikerei, díjai
- Magyar bajnokság
  - 2.: 1963-ősz, 1964
- Magyar kupa (MNK)
  - győztes: 1964[5]